# Léo Ducros
Léo Ducros (Annecy, 17 aprile 2001) è uno sciatore alpino francese.

## Biografia
Originario di Prémanon e attivo dall'ottobre del 2016, in Coppa Europa Léo Ducros ha esordito il 29 gennaio 2019 a Chamonix in discesa libera (52º) e ha ottenuto il primo podio il 19 marzo 2023 a Narvik in supergigante (3º); ha debuttato in Coppa del Mondo il 29 dicembre 2024 a Bormio in supergigante (40º). Non ha preso parte a rassegne olimpiche o iridate.

## Palmarès

### Coppa Europa
- Miglior piazzamento in classifica generale: 53º nel 2023
- 1 podio:
  - 1 terzo posto

### Campionati francesi
- 3 medaglie:
  - 1 argento (combinata nel 2022)
  - 2 bronzi (discesa libera, combinata nel 2023)